# Ulica Kneza Miloša

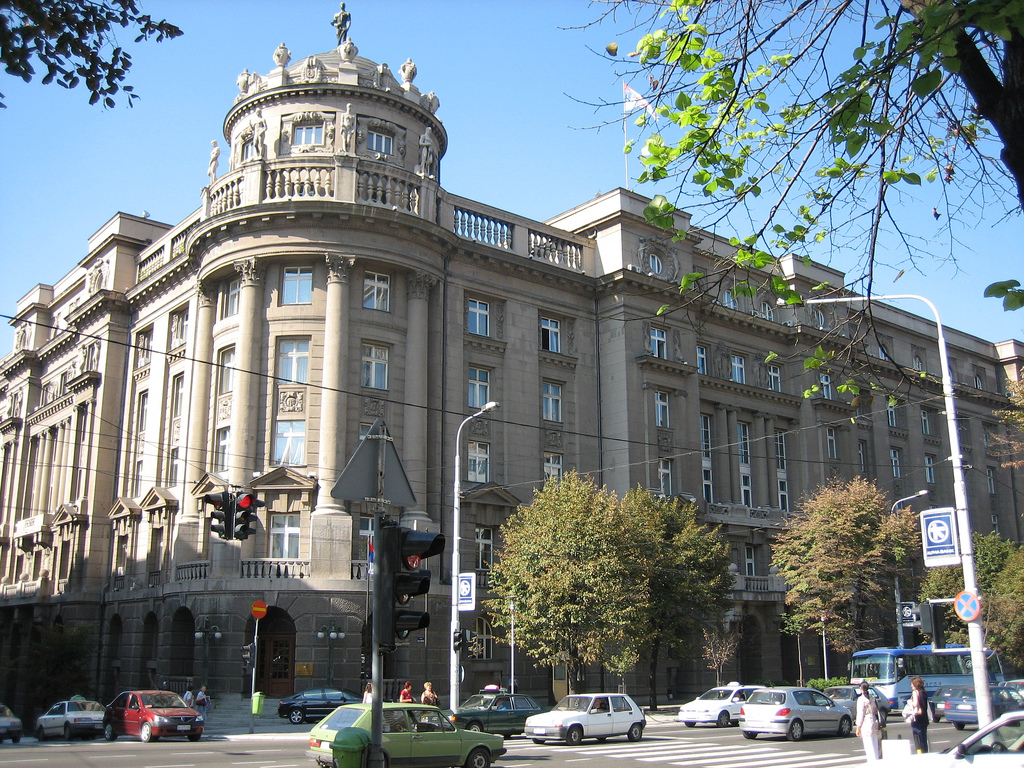
Ministerstwo Spraw Zagranicznych Serbii

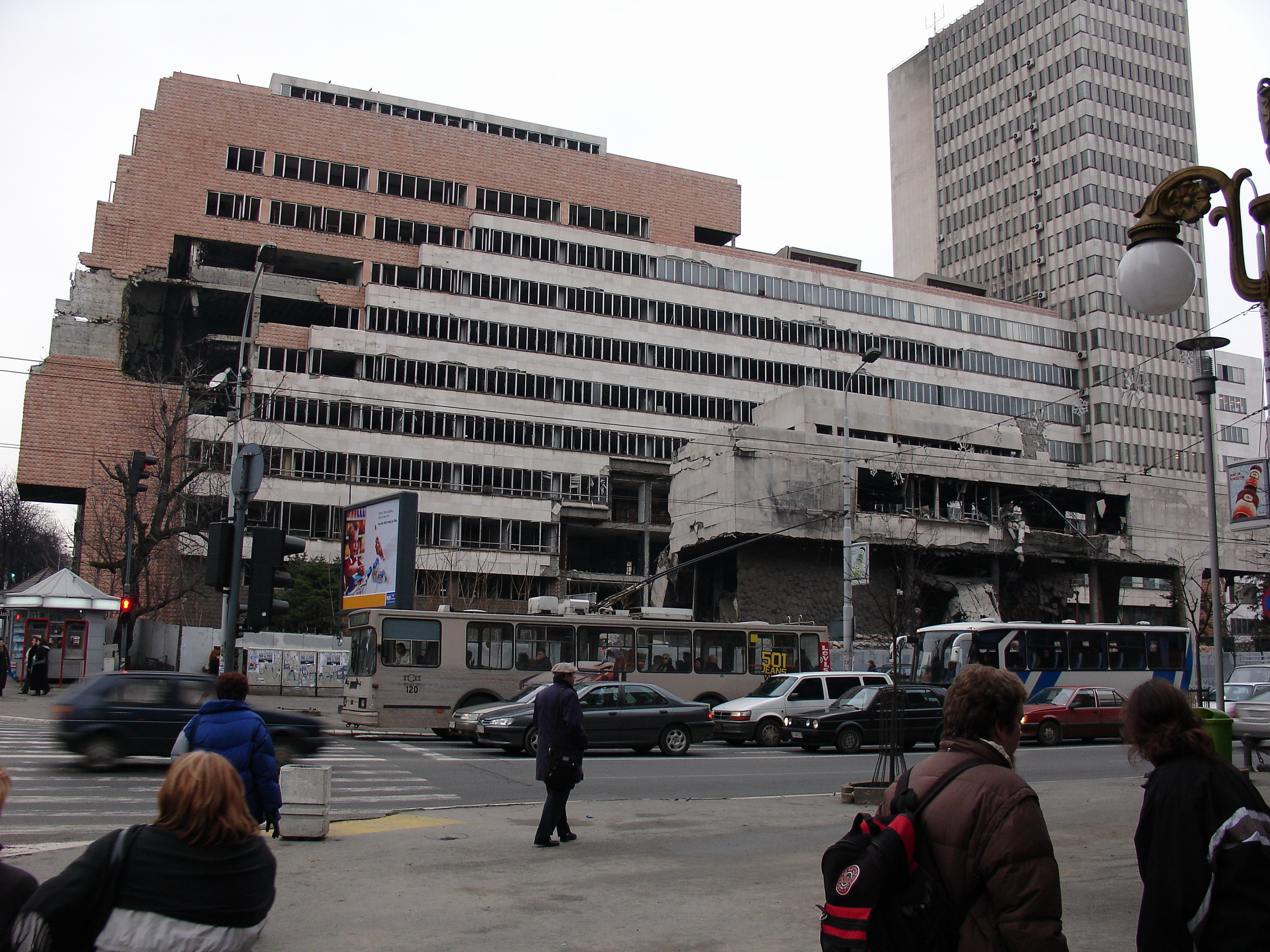
Zbombardowany Sztab Generalny

Ulica Kneza Miloša (serb. Кнеза Милоша) – ulica w Belgradzie, stolicy Serbii, która znajduje się w dzielnicy Savski Venac.
Ulica została nazwana na cześć księcia (po serbsku Knez) Miloša Obrenovicia (1780-1860), który był wodzem II powstania antytureckiego.

## Położenie
Ulica Kneza Miloša zaczyna się na połączeniu placu Nikoli Pasicia, bulwaru Kralja Aleksandra i ulicy Takovskiej, która jest jej przedłużeniem). Prowadzi w kierunku południowo-wschodnim i można ją podzielić na 3 odcinki: pierwszy do skrzyżowania z ulicą Kralja Milana, druga część rozciąga się do ulicy Nemanjina, a część trzeciej i ostatnia, kończy się dochodząc do Bulevar vojvodna Putnika.
Na ulica Kneza Miloša znajduje się m.in. Ministerstwo Spraw Zagranicznych (Kneza Miloša 24-26), oraz szereg ambasad - Chorwacji (62), Kanady (75), Mjanmy (72), Niemiec (74-76), Polski (38), Rumunii (70).